# Sahara (House of Lords)
Sahara è il secondo album degli House of Lords, uscito nel 1990 per l'etichetta discografica Simmons Records/RCA Records.

## Tracce
1. Shoot (Mary) 5:03
2. Chains of Love (Mary) 3:28
3. Can't Find My Way Home (Winwood) 4:53 (Blind Faith Cover)
4. Heart On the Line 4:00
5. Laydown Staydown (Mary) 4:09
6. Sahara (Mary) 5:38
7. It Ain't Love (Mary) 4:10
8. Remember My Name 4:58
9. American Babylon (Mary) 4:29
10. Kiss of Fire (Mary) 3:27

### Tracce aggiunte nel Remaster (2002)
- 11. Cant Find My Way Home

## Formazione
- James Christian - voce
- Michael Guy - chitarra
- Chuck Wright - basso
- Ken Mary - batteria
- Gregg Giuffria - tastiere

### Altro personale
- Rick Nielsen - chitarra, cori
- Chris Impellitteri - chitarra
- Doug Aldrich - chitarra
- Mandy Meyer - chitarra
- Mike Tramp - cori
- David Glen Eisley - cori
- Steve Plunkett - cori
- Steve Isham - cori
- Ron Keel - cori
- S.S. Priest - cori
- Billy Dior - cori
- Robbie Snow - cori
- Cheri Martin - cori
- Melony Barnet - cori
- Bruce Flohr - cori
- David Sluts - cori
- Shannon Wolak - cori
- Margie Rist - cori
- Erin Perry - cori
- Kimberly Gold - cori
- Aina Olson - cori
- Breta Troyer - cori